# 帕特里莫尼奥
帕特里莫尼奥（法語：Patrimonio，法語發音：[patʁimɔnjo]）是法国上科西嘉省的一个市镇，属于卡尔维区。

## 地理
帕特里莫尼奥（42°41'51"N, 9°21'43"E）面积17.46 平方千米，位于法国上科西嘉省，该省份位于科西嘉北部，后者为地中海西部的一座岛屿，也是法国的一个单一领土集体，位于法国大陆部分的东南面，意大利半島的西面，最临近的地块是撒丁岛。
与帕特里莫尼奥接壤的市镇（或旧市镇、城区）包括：法里诺莱、巴尔巴焦、巴斯蒂亚、圣弗洛朗、彼得拉布尼奥城。

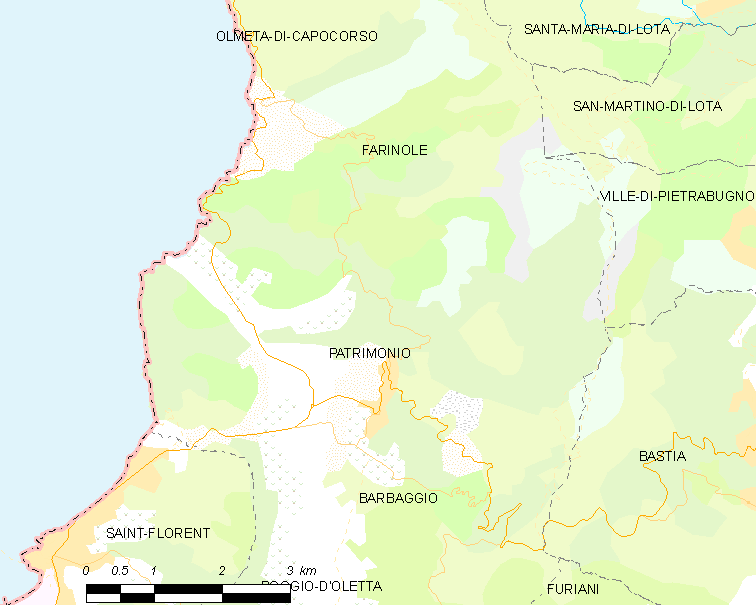
帕特里莫尼奥的OSM定位图

帕特里莫尼奥的时区为UTC+01:00、UTC+02:00（夏令时）。

## 行政
帕特里莫尼奥的邮政编码为20253，INSEE市镇编码为2B205。

## 政治
帕特里莫尼奥所属的省级选区为科西嘉角县。

## 人口

1962-2008年间帕特里莫尼奥人口变化图示

帕特里莫尼奥于2022年1月1日时的人口数量为877人。